# Добовица
Добовица (словен. Dobovica) је насељено место у општини Литија, Засавска регија, Словенија.

## Историја
До територијалне реорганизације у Словенији била је у саставу старе општине Литија.

## Становништво
У попису становништва из 2011. године, Добовица је имала 41 становника.
| Број становника према пописима | Број становника према пописима | Број становника према пописима |
| ------------------------------ | ------------------------------ | ------------------------------ |
| 1991                           | 2002                           | 2011                           |
| 76                             | 43                             | 41                             |

Напомена: Године 1952 повећано за насеље Борје које је укинуто. Године 1995. смањен за делове насеља која су проглашена за нова самостална насеља Маголник и Сопота.